# Profilassi pre-esposizione

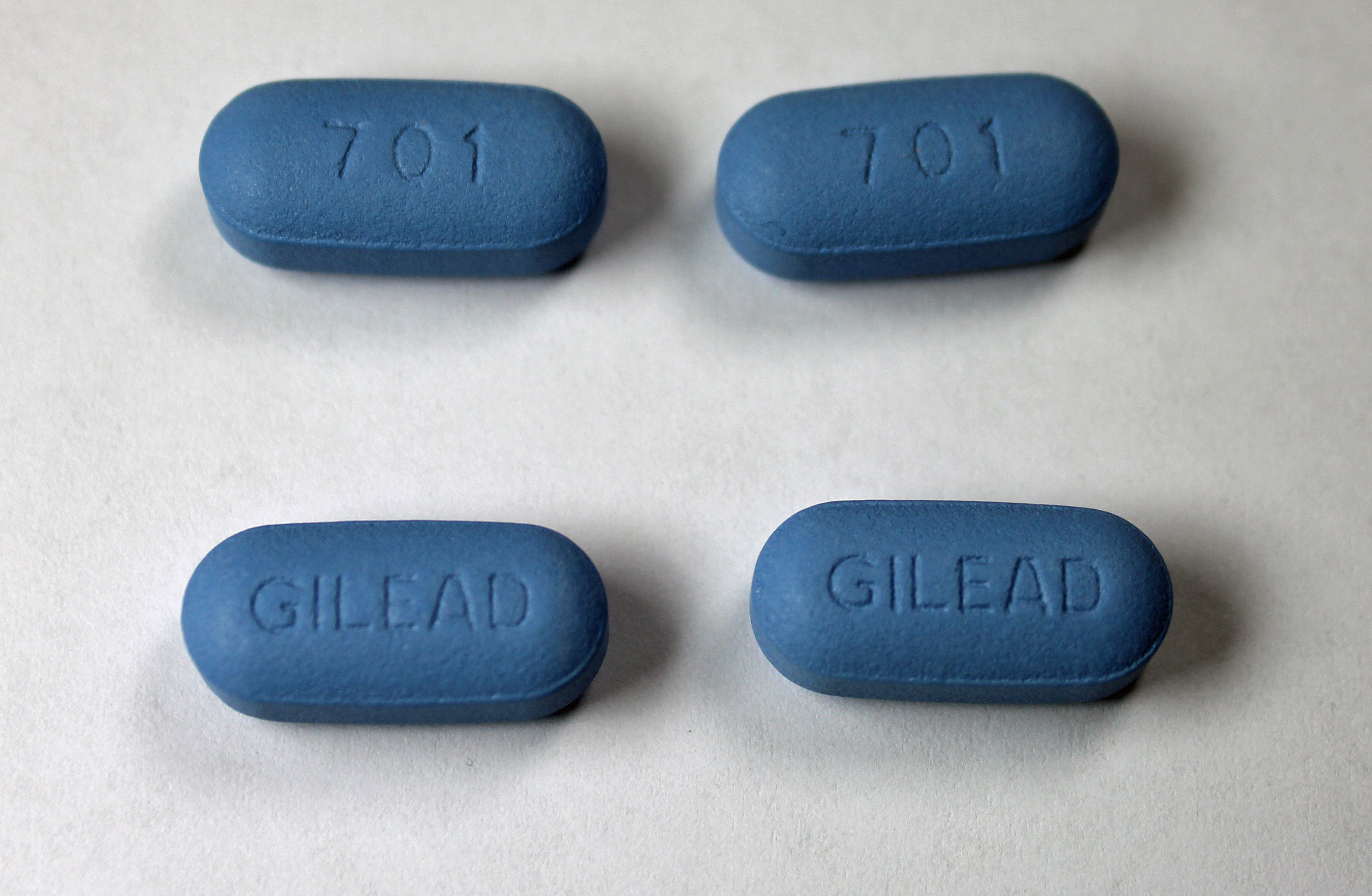
Il farmaco antiretrovirale Truvada, che è una combinazione di tenofovir ed emtricitabina, utilizzata per la profilassi pre-esposizione dell'HIV

La profilassi pre-esposizione (abbreviata in PrEP) è una strategia di profilassi, che consiste nell'uso di farmaci per prevenire una malattia in persone che non sono ancora state esposte all'agente che la causa.
Il termine si riferisce all'uso di farmaci antiretrovirali come strategia per la prevenzione dell'HIV/AIDS.
La PrEP è una delle numerose strategie di prevenzione dell'HIV per le persone che sono negative all'HIV ma che hanno anche un rischio superiore alla media di contrarre l'HIV, compresi gli adulti sessualmente attivi a maggior rischio di HIV, persone che si dedicano all'uso di droghe per via iniettiva e coppie sessualmente attive sierodiscordanti (un partner HIV sieropositivo e l'altro no).

## Farmaci
Al 2021, sono due i farmaci che le organizzazioni sanitarie raccomandano per la PrEP dell'HIV/AIDS: il Truvada, che è il nome commerciale della combinazione di farmaci emtricitabina/tenofovir disoproxil di Gilead Sciences e il Descovy, una combinazione simile emtricitabina/tenofovir alafenamide.
Se usata come indicato, la PrEP ha dimostrato di essere molto efficace nel ridurre il rischio di contrarre l'HIV.
La PrEP è destinata all'uso insieme ad altre strategie di riduzione del rischio di infezioni sessualmente trasmissibili come i preservativi, dal momento che le persone che assumono la PrEP corrono ancora il rischio di contrarre l'HIV, in particolare coloro che non assumono la terapia in modo costante e perché le persone in PrEP rimangono a rischio per altri tipi di malattia a trasmissione sessuale.
Per la prevenzione nei paesi in via di sviluppo, dove il costo sociale dell'AIDS è alto e le risorse per tali terapie sono scarse, è stato approvato nel 2020 un anello vaginale a rilascio lento di dapivirina, un inibitore non nucleosidico della transcrittasi inversa. Dopo aver ricevuto il parere positivo da parte dell'EMA, l'Organizzazione mondiale della sanità ha rilasciato un aggiornamento alle linee guida per la prevenzione e il trattamento dell'HIV con indicazione a utilizzare l'anello vaginale laddove non sia possibile utilizzare la terapia PrEP orale.